# Star Valley (Idaho)
Das Star Valley ist das Tal des Salt River in den Vereinigten Staaten zwischen der Salt River Range im westlichen Wyoming und der Webster Range im östlichen Idaho. Die Höhe des Tales reicht von 1700 m bis zu 2100 m. Drei große Flüsse, der Salt River, der Greys River und der Snake River treffen in der Nähe von Alpine Junction am Palisades Reservoir aufeinander. Zahlreiche Städte befinden sich im Tal, darunter Afton, Thayne, Bedford, Etna, Smoot, Fairview, Osmond, Freedom, Grover, Auburn, Alpine, Nordic, Turnerville und Star Valley Ranch. Das Star Valley wurde in den späten 1870er Jahren von mormonischen Pionieren besiedelt. Quellen deuten darauf hin, dass das Star Valley von einer allgemeinen Autorität der Kirche Jesu Christi der Heiligen der Letzten Tage (LDS Church) wegen seiner natürlichen Schönheit zum "Stern aller Täler" erklärt wurde. Der Name wurde später auf Star Valley verkürzt.

## Geschichte

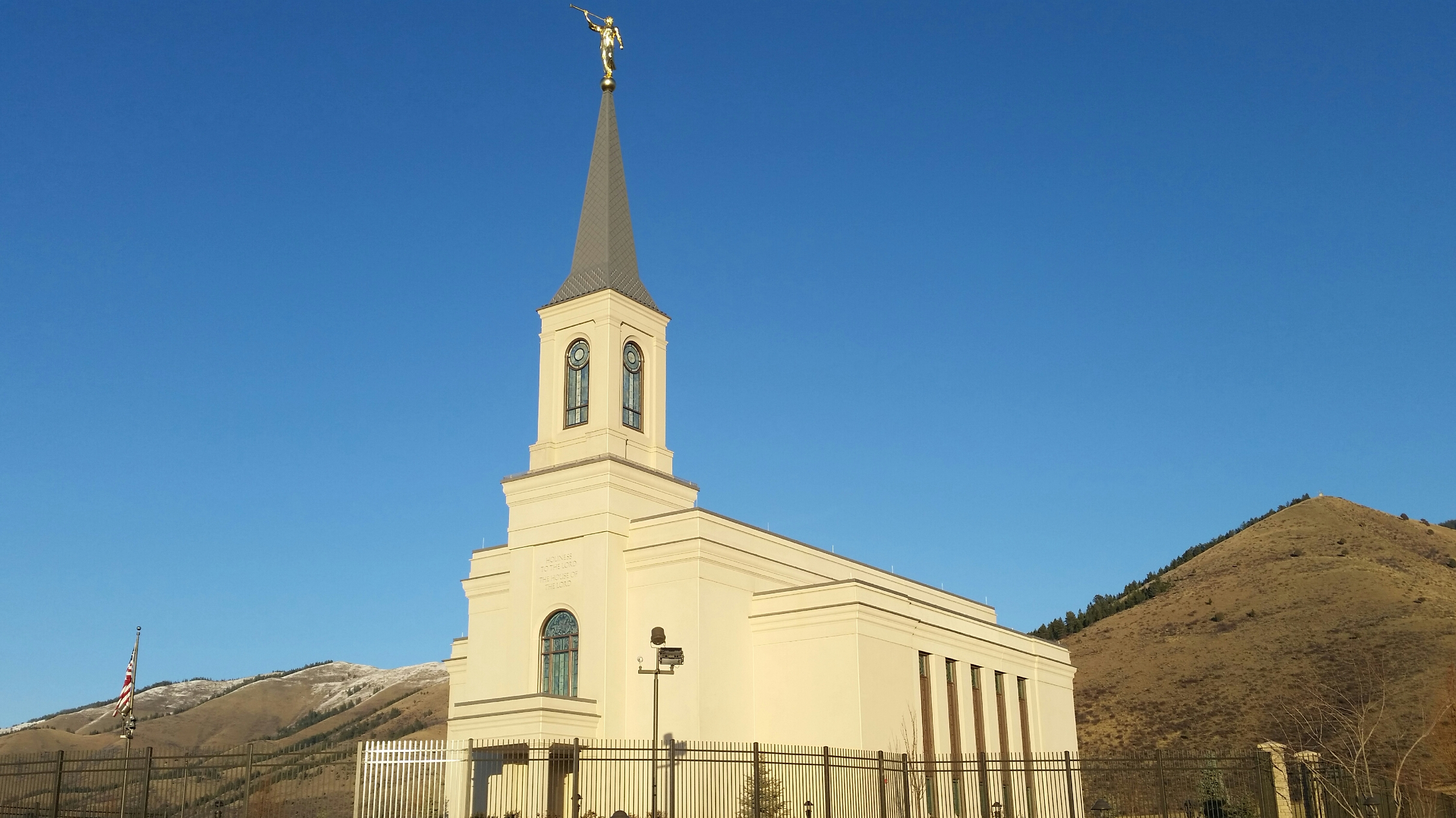
Star Valley Wyoming Temple

Star Valley wurde hauptsächlich von Shoshone-Indianern im Sommer und Herbst bis zum frühen 19. Jahrhundert bewohnt. Amerikanische Entdecker sind dafür bekannt, bereits 1812 durch das Gebiet gereist zu sein, um neue Routen zur Westküste zu suchen. Kanadische und amerikanische Trapper folgten und besuchten das Gebiet in den 1840er Jahren. In den 1850er und 1860er Jahren durchquerten viele Auswanderer das obere Star Valley auf dem Oregon Trail. Die weiße Besiedlung des Gebiets begann jedoch erst in den späten 1870er Jahren, als die LDS-Apostel Moses Thatcher und Brigham Young Jr. das Tal für die Kolonisation wählten. Archibald Gardner und Mitglieder seiner Großfamilie kamen 1889 an und bauten und betrieben fünf Mühlen verschiedener Art im Star Valley.
Am 1. Oktober 2011 gab Thomas S. Monson, Präsident der Kirche Jesu Christi der Heiligen der Letzten Tage, in der Generalkonferenz bekannt, dass der Star Valley Wyoming Temple im Tal gebaut werden soll. Der Standort wurde am 25. Mai 2012 auf ein Grundstück östlich des U.S. Highway 89 südlich von Afton gelegt. Der Tempel wurde am 30. Oktober 2016 von LDS-Apostel David A. Bednar fertiggestellt und eingeweiht.

## Orte
- Afton
- Alpine
- Auburn
- Bedford
- Etna
- Freedom
- Grover
- Thayne
- Smoot
- Star Valley Ranch

## Belege

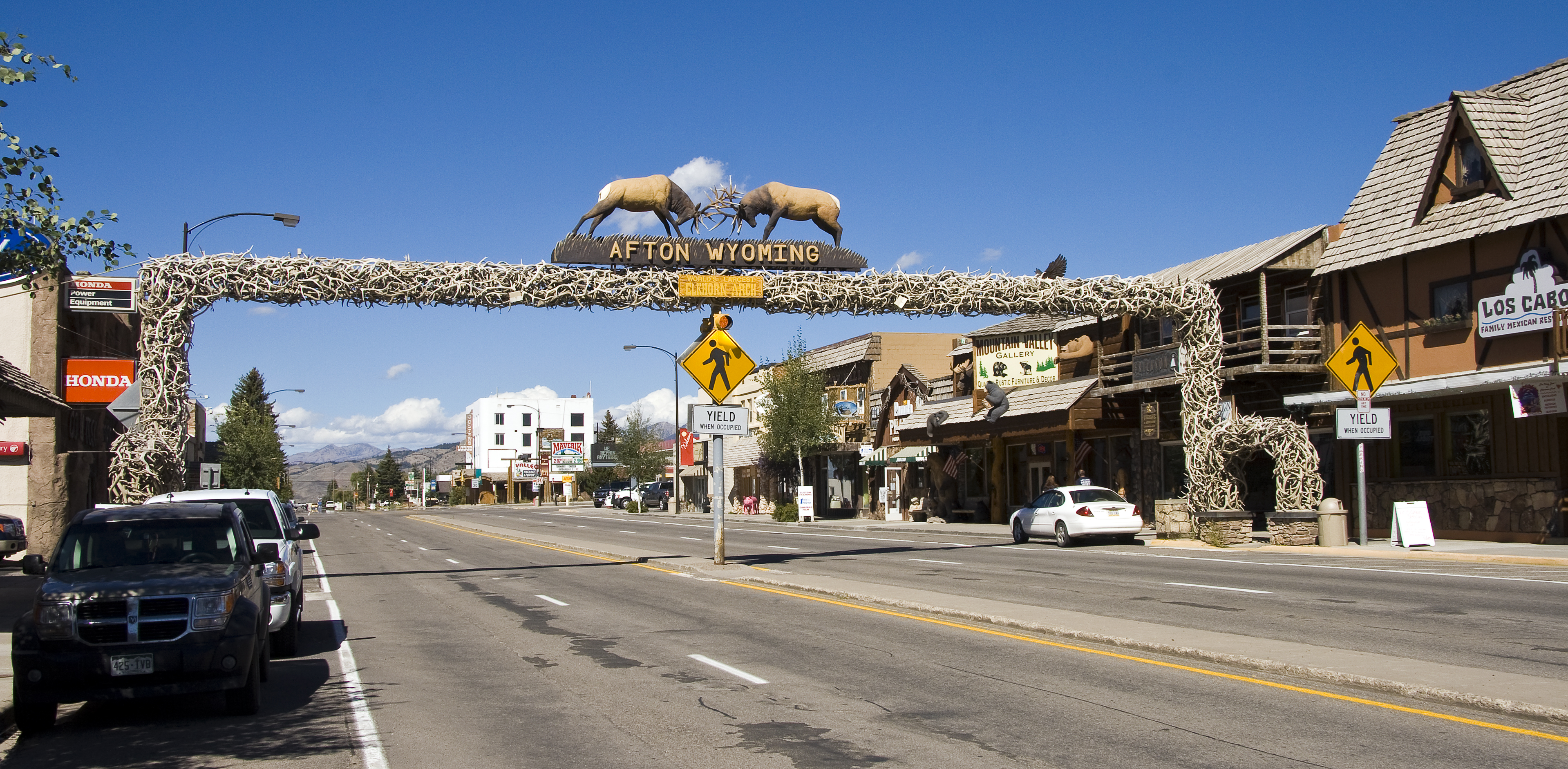
Afton, Wyoming

1. ↑  Star Valley Wyoming. Abgerufen am 24. Januar 2021 (amerikanisches Englisch).
2. ↑  Star Valley. 17. August 2018, abgerufen am 24. Januar 2021.
3. ↑  New Temples Announced for France, Democratic Republic of Congo, South Africa, C. 1. Oktober 2011, abgerufen am 24. Januar 2021 (englisch).
4. ↑  Star Valley Wyoming Temple | ChurchofJesusChristTemples.org. Abgerufen am 24. Januar 2021.